# 豆浆
豆漿又稱豆乳、豆奶、豆腐漿，是指以黄豆或黑豆研磨而成的漿汁，富含植物性蛋白質與微量鈣質，是素食者的優良蛋白質攝取來源。
此外，豆乳、豆奶有时也可以指豆漿混入牛乳或其他动物乳汁或其成分的飲品。

## 起源

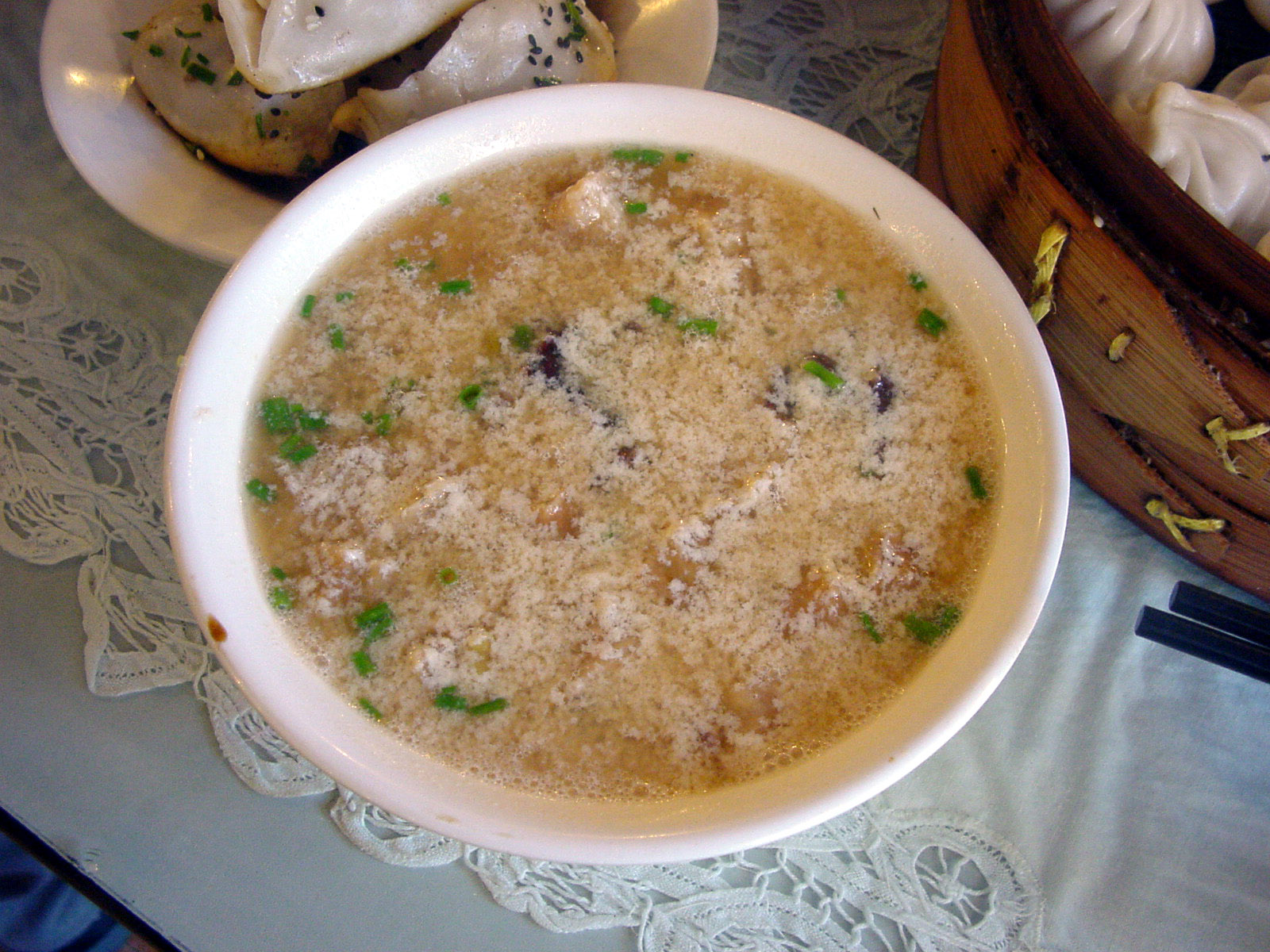
一碗鹹豆漿

最早的豆漿紀錄是在一塊中國出土的石板上，石板製作年份約為东汉时期，上面刻有古代廚房中正在製作豆漿的情況。中國傳統一般相信豆浆的起源是西汉时期的孝子淮南王刘安於母親患病期間，每日用泡好的黃豆磨成豆漿給母親飲用，劉母之病遂逐漸好轉，豆漿也隨之傳入民間。實際上此說法並無任何歷史支持，公元1578年成書的《本草纲目》记载：“豆浆，利气下水，制诸风热，解诸毒”，“豆浆性平味甘”。但亦只有說明劉安發明了豆腐而非豆漿。而早於10世紀，宋朝的朱熹所著的豆腐詩中亦有提到劉安製作豆腐。但亦有人提出製作豆腐也能使用煮黃豆的湯而非過濾了的豆漿，在古代這濃湯亦被稱為豆漿。

## 制作
把黄豆放在水中浸泡约3至8个小时，黄豆泡发後呈椭球状，然后将黄豆磨碎或用粉碎机打碎，接著用纱布将豆渣分离，即得到生豆浆。将生豆浆加水烧开，持续5至10分钟，即可食用。生豆浆必须完全煮沸，以破坏会引发过敏的黃豆皂鹼。榨豆浆得到的副产品豆渣也可食用。
現在亦有使用無需過濾的高速研磨加工法，因為無需過濾殘渣，而令到大豆的纖維得以保存。
生豆浆也用来制作豆腐。

## 食用方法
豆漿有多种食用方法。不加任何調料的為「白漿」（又名「清漿」），加糖的為「甜漿」；加醋、加鹽、醬油、酱菜等調料的為「鹹漿」，常见于中国江浙地区，并在中华民国政府迁台后传入台湾。豆漿是一道中式的營養早餐，常和油條一起吃。新鮮、有豆味的豆漿為豆漿佳品。
豆漿一般為熱飲，在華南比如香港經常以凍飲形式售賣。
星巴克等一些咖啡店会用豆浆替代牛奶来冲调咖啡招待那些不喝牛奶的顾客。
在日本，豆漿也被用來當作火鍋的湯底，是高級日本料理的吃法。

## 营养价值
豆漿極富營養和保健價值，富含蛋白質和鈣、磷、鐵、鋅等幾十種礦物質以及維他命A、維他命B等多種維生素。不过因为大量植酸的存在，豆浆中的矿物质无法被吸收利用，需泡水及頻換水，可以有效去除大部分溶出的植酸，但是植酸本身是一種營養素，所以保有小部分植酸吸收 。另外豆奶中還含有大豆皂甙、異黃酮、卵磷脂等有防癌健腦意義的特殊保健因子。
又因為豆漿不含乳糖，對於乳糖不耐症的人士不會產生副作用，也是價廉物美的蛋白質來源。雖然豆漿也有鈣，但豆漿的鈣含量较低，一般只有同等劑量牛奶的三十分之一。反之杏仁奶含有豐富的鈣質，因此相對於堅果奶等植物乳品，豆漿蛋白成分高，礦物質元素量較低。
市面上現有產品「蜜豆奶」為添加糖分之豆漿，口感上較被一般大眾所接受，但高糖的成分有導致心血管疾病和糖尿病產生的風險。
豆漿含有植物雌激素，有研究發現，植物雌激素的雌激素效力是顯著的，它們可能會引發由生理雌激素引起的許多生物反應, 適合更年期女仕喝用。

## 禁忌注意
- 一些人會對黃豆有慢性過敏，這種過敏不容易察覺，必須特別檢驗驗出。
- 豆漿絕非痛風禁忌，黃豆的嘌呤含量高，但是經由加工後的豆漿屬於低普林食品。在不攝取過量蛋白質、不造成過敏的前提下，痛風就算在急性發作期也不必對黃豆製品做任何控制[7][8]。
- 一個2008年的研究發現每天食用黃豆製品的男人精子濃度較低的機率會提高[9]。（不過，這個調查研究的科学性仍然有问题，因为只有99名生育門診檢驗者的樣本，樣本數偏低，且此結論可能無法外推至一般健康大眾[10]。）
- 豆浆可调节体内雌激素水平。如果体内缺乏雌激素摄入豆浆可以提高身內植物雌激素水平，有研究發現，植物雌激素的雌激素效力是强大，它們可能會引發由生理雌激素引起的許多生物反應。[6]需要注意的是，在生理期時喝豆漿可能會加劇疼痛感，不建議飲用。
- 因為市售甜豆漿大多會加大量的糖，才能中和其澀味。所以糖尿病、高血壓、腦心血管疾病應節制食用含糖豆漿以及市售俗稱之「蜜豆奶」。